# Grăniceşti
Grăniceşti é uma comuna romena localizada no distrito de Suceava, na região de Bucovina. A comuna possui uma área de 49.41 km² e sua população era de 5015 habitantes segundo o censo de 2007.